# マッドボンバー
『マッドボンバー』（原題：The Mad Bomber、別題： The Police ConnectionまたはDetective Geronimo）は、バート・I・ゴードンが1972年に制作した映画である。

## あらすじ
ロサンゼルスに住むウィリアム・ドーンは度重なる不幸に見舞われ、社会への恨みから公共施設をターゲットにした爆弾テロを実行する。
ジェロニモ・ミネリ刑事は、病院で女性患者を犯していたレイプ魔のジョージ・フロムリーがウィリアムの顔を覚えていたことを知り、無理やりジョージから聞き出した目撃情報を基にモンタージュ写真を作成した。
そのことを知ったウィリアムは、さらに怒りを爆発させ、激しい行動に打って出るのであった。

## 登場人物
ジェロニモ・ミネリ（Geronimo Minelli）
演：ヴィンセント・エドワーズ、吹替：仁内達之
ロサンゼルスの刑事。犯罪者を殺したいほど憎むあまり、強引な手段に出ることが多い。
ウィリアム・ドーン（William Dorn）
演：チャック・コナーズ、吹替：草薙幸二郎
爆弾魔。正義への志向が異常に強い人物。妻と別れたうえに、愛娘を麻薬中毒で失った結果、社会への憎しみを募らせ、世直しのために公共施設を狙った爆弾テロを行った。
ジョージ・フロムリー（ George Fromley）
演：ネヴィル・ブランド、吹替：保科三良
強姦魔。性的なコンプレックスから強姦で快楽を得ている。病院で女性患者を犯していた際に爆弾を仕掛けに来たウィリアムを偶然目撃した結果、ジェロニモの捜査に巻き込まれてしまう。
ブレイク
演：ハンク・ブラント、吹替：仲木隆司
爆破の犠牲者
演：クリスティナ・ハート

## 映像ソフト化
2005年10月4日、ジェネオンは"The Mad Bomber"という題名で本作のDVD版を北米で発売したほか、同年12月5日にはCinema Deluxe Terror Packという6本セット商品の一つとして発売した。
2018年5月9日には、キングレコードからBlu-Ray版が発売される予定である。
Blu-Ray版では過去にソフト化された際に削除された性描写や暴力描写も収録される予定である。